# Asociación de Escritores de Misterio de Estados Unidos
La  Asociación de Escritores de Misterio de Estados Unidos (Mystery Writers of America) es una organización de autores de género policiaco, novela de terror y thriller que fue fundada en Nueva York el 26 de marzo de 1945 por Clayton Rawson, Anthony Boucher, Lawrence Treat y Brett Halliday.
Todos los años la asociación asigna el Premio Edgar, en memoria de Edgar Allan Poe, fundador de estos géneros, en forma de una pequeña estatuilla del autor, por los méritos asumidos en distintas categorías: mejor novela, mejor ópera prima, mejor autor del año, etcétera.
La asociación se divide en once regional chapters o secciones regionales.